# Donna Hightower

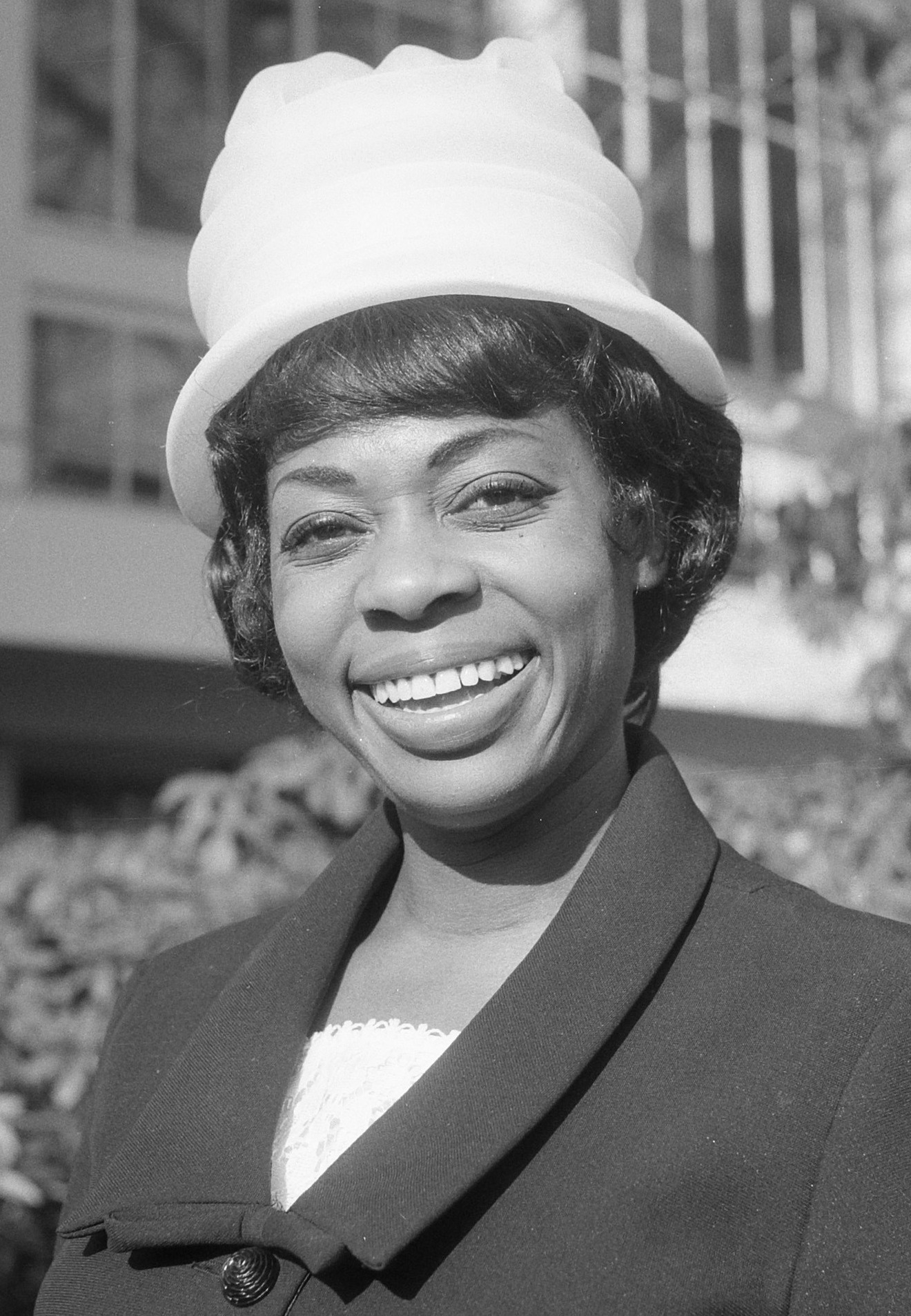
Donna Hightower (1964)

Donna Hightower (* 28. Dezember 1926 in Cathersville, Missouri; † 19. August 2013 in Austin, Texas) war eine US-amerikanische Sängerin der Jazz- und Popmusik. Karrierehöhepunkt war wohl ihr Hit This World Today is a Mess aus dem Jahre 1971. 1974 hatte sie zudem einen Gastauftritt in der ZDF-Fernsehserie Der Kommissar.

## Leben
Hightower wuchs in Los Angeles auf und wurde durch die Gospelmusik geprägt, bevor sie sich unter dem Einfluss von Dinah Washington dem Jazz zuwandte. Aus der Ehe mit einem Soldaten hatte sie zwei Kinder. Nach der Scheidung arbeitete sie als Köchin in Chicago, wo sie 1951 zufällig entdeckt wurde, bei Horace Henderson sang und mit I Ain’t in the Mood ihre erste Single (als Rhythm-&-Blues-Nummer) einspielte. 1955 trat sie im Apollo Theater in New York City auf und ging mit B.B. King und Johnny Guitar Watson auf Südstaaten-Tour. 1958 nahm sie ihr erstes Album Take One auf. Im nächsten Jahr zog sie wegen der schlechten Auftrittsmöglichkeiten nach Europa, wo sie zuerst von London aus arbeitete. Sie sang bei Ted Heath, dann in Paris bei Quincy Jones und den Platters, trat auf Festivals auf, tourte mit Johnny Hallyday und nahm eine französische Fassung von My Boy Lollipop auf, die in Kanada zum Hit wurde. Sie absolvierte Gastspiele in anderen europäischen Länder und trat mit der Band von Heinz von Hermann auf, bevor sie nach Madrid zog, wo sie bis 1969 blieb und in den Jazzclubs, etwa mit Tete Montoliu und Rudi Fuesers, arbeitete.
Ab 1970 wendete sie sich stärker der Popmusik zu, sang auch auf Spanisch (Single Soy feliz) und trat kurz darauf mit Danny Daniel als „Danny y Donna“ auf, um gemeinsam El vals de las mariposas aufzunehmen, das in Spanien ein Hit wurde. Mit This World Today is a Mess (1971, zwei Goldene Schallplatten), Here I Am (1973) und I’m in Love with Love (1974) war sie auch international erfolgreich. 1974 hatte sie einen Gastauftritt in der 76. Folge (Sein letzter Coup) der deutschen Krimiserie Der Kommissar. 1991 kehrte sie in die Vereinigten Staaten zurück, wo sie als Fundraiser arbeitete. Weitere Aufnahmen entstanden mit der „Monster Big Band“. 2006 trat sie auf dem Festival „Via Jazz“ in Madrid auf.
Im Jahr 2008 nahm sie zusammen mit Sonny J den Song Handsfree (If You Hold My Hand) auf, der auf dem Album Disastro erschien. Die Single erreichte Platz #77 in den UK Top 40.